# Deutscher Filmmusikpreis

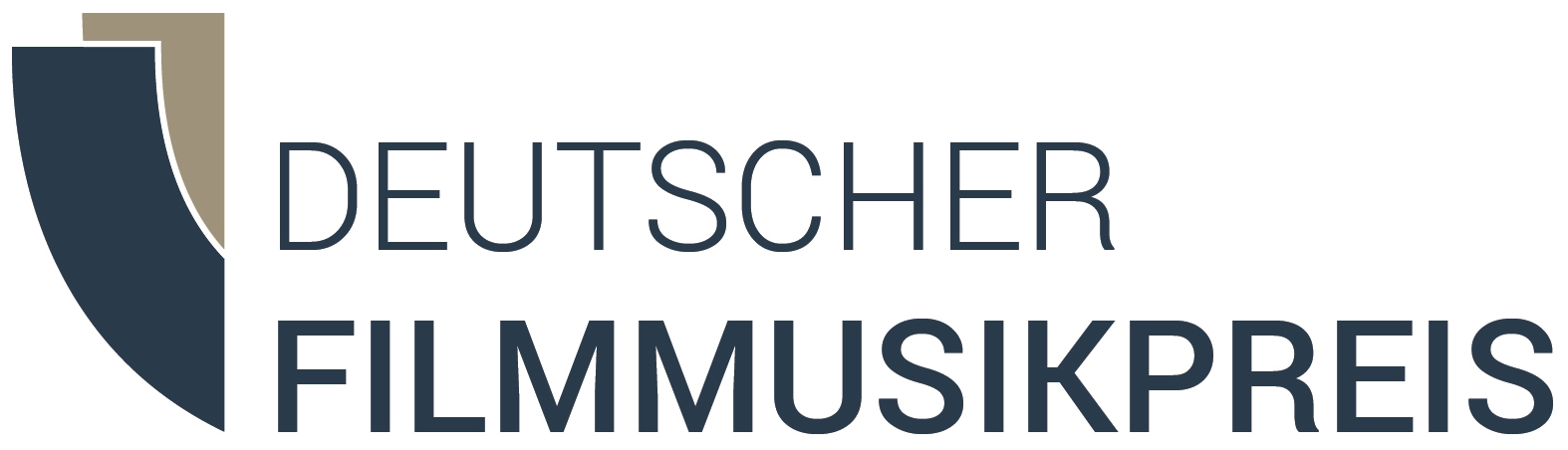
Logo des Deutschen Filmmusikpreises

Der Deutsche Filmmusikpreis ist eine Auszeichnung für besondere Leistungen im Bereich der Filmmusik in Deutschland. Er wurde ins Leben gerufen, um die Wahrnehmung von Musik und Sound im Film zu betonen und das künstlerische Schaffen von Filmkomponistinnen und -komponisten zu würdigen. Durch den Preis sollen auch Nachwuchstalente gefördert werden und die deutsche Filmmusikbranche gestärkt werden.

## Geschichte
In Deutschland hat es vor dem Deutschen Filmmusikpreis kaum spezielle Auszeichnungen für Filmkompositionen gegeben. So werden etwa im Rahmen der SoundTrack Cologne Preise für filmmusikalisches Schaffen verliehen. Bei anderen Filmpreisen, wie dem Deutschen Filmpreis oder dem Preis der deutschen Filmkritik, wird Filmmusik in einer eigenen Kategorie ausgezeichnet.
Der Preis wird seit 2014 im Rahmen der Filmmusiktage Sachsen-Anhalt vergeben. Die Verleihung des Deutschen Filmmusikpreises wird von der International Academy of Media and Arts (IAMA) in Halle (Saale) und der Deutschen Filmkomponist:innenunion (DEFKOM) veranstaltet. Von 2014 bis 2019 wurde die Preisverleihung im Steintor-Varieté in Halle (Saale) durchgeführt. Aufgrund der COVID-19-Pandemie konnten die Veranstaltungen 2020 und 2021 nicht in großem Rahmen stattfinden, es gab aber alternative Formate. Im Jahr 2022 und 2023 fand die Verleihung im Puschkinhaus Halle (Saale) statt. 2024 ist das Operncafé der Oper Halle (Saale) Veranstaltungsort der Preisverleihung.

## Kategorien und Dotierung
Der Deutsche Filmmusikpreis wird in verschiedenen Kategorien verliehen. Hierzu gehören:
- Beste Musik im Film
- Nachwuchs
- Ehrenpreis National
- Ehrenpreis International

Einige Kategorien, wie Beste Musik im Animationsfilm, Beste Musik im Kurzfilm und Bester Song im Film, wurden bis 2019 vergeben und ab 2022 in die Kategorie Beste Musik im Film integriert. 2022 wurde zudem ein Preis für Beste Musik im besonderen Kinderfilm eingeführt. Der Deutsche Filmmusikpreis ist undotiert. Allen Preisträgern wird auf der Verleihungsgala eine Trophäe und eine Urkunde überreicht. Die Gewinner des Nachwuchspreises erhalten eine gesponserte Musiksoftware.

## Auswahlprozess und Jury
Komponisten können Musikprojekte einreichen, die für Filmproduktionen mit einem deutschen Co-Produktionsanteil von mindestens 50 Prozent erstellt wurden. Einreichungen können sowohl von den Komponisten selbst als auch von anderen an der Filmproduktion Beteiligten erfolgen. Die Entscheidung über die Preisvergabe trifft eine Jury, deren Zusammensetzung jährlich wechselt:
2024
- Markus Steffen (künstlerischer Leiter der Filmmusiktage Sachsen-Anhalt)
- Lara Frank (Filmkomponistin)
- Alexander Detig (Filmkomponist und Fernsehproduzent)
- Vanessa Donelly (Filmkomponistin)
- Georg Maas (Professor für Musikpädagogik)

2023
- Ingo Ludwig Frenzel (Filmkomponist)
- Alexander Detig (Filmkomponist und Fernsehproduzent)
- Lara Frank (Filmkomponistin)
- Micki Meuser (Vorsitzender der DEFKOM – Deutsche Filmkomponist:innenunion)
- Markus Steffen (künstlerischer Leiter der Filmmusiktage Sachsen-Anhalt)
- Georg Maas (Professor für Musikpädagogik)[7]

2022
- Micki Meuser (Vorsitzender der DEFKOM – Deutsche Filmkomponist:innenunion)
- Markus Steffen (künstlerischer Leiter der Filmmusiktage Sachsen-Anhalt)
- Golo Föllmer (Professor für Musikwissenschaft MLU)
- Alexander Detig (Filmkomponist und Fernsehproduzent)
- Peter W. Schmitt (Musiker und Filmkomponist)

2018 und 2019
- Christine Aufderhaar (Filmkomponistin)
- Ingo Ludwig Frenzel (Filmkomponist)
- Georg Maas (Professor für Musikpädagogik)
- Micki Meuser, Vorsitzender der DEFKOM – Deutsche Filmkomponistenunion
- Markus Steffen (künstlerischer Leiter der Filmmusiktage Sachsen-Anhalt, Musikproduzent für die NFP musicas)[8]

2017
- Christine Aufderhaar (Filmkomponistin)
- Ingo Ludwig Frenzel (Filmkomponist)
- Georg Maas (Professor für Musikpädagogik)
- Markus Steffen (künstlerischer Leiter der Filmmusiktage Sachsen-Anhalt, Musikproduzent für die NFP musicas)
- Ralf Wienrich (Filmkomponist)[8]

2016
- Martina Eisenreich (Filmkomponistin)
- Ingo Ludwig Frenzel (Filmkomponist)
- Christoph Rinnert (Filmkomponist)
- Bernd Ruf (Dirigent und Klarinettist)
- Markus Steffen (künstlerischer Leiter der Filmmusiktage Sachsen-Anhalt, Musikproduzent für die NFP musicas)[8]

2015
- Christine Aufderhaar (Filmkomponistin)
- Gerd Baumann (Musiker und Komponist)
- Fabian Römer (Musik und Filmmusikkomponist)
- Bernd Ruf (Dirigent und Klarinettist)
- Markus Steffen (künstlerischer Leiter der Filmmusiktage Sachsen-Anhalt, Musikproduzent für die NFP musicas)
- Ralf Wengenmayr (Filmkomponist)[8]

2014
- Gerd Baumann (Musiker und Komponist)
- Ulrich Reuter (Filmmusikkomponist und -Produzent)
- Fabian Römer (Musik und Filmmusikkomponist)
- Bernd Ruf (Dirigent und Klarinettist)
- Markus Steffen (künstlerischer Leiter der Filmmusiktage Sachsen-Anhalt, Musikproduzent für die NFP musicas)
- Ralf Wengenmayr (Filmkomponist)[8]

## Preisträger
Die Liste der Preisträger umfasst renommierte Namen aus der Filmbranche sowie aufstrebende Talente. Zu den Preisträgern gehören unter anderem:
2024
- Ehrenpreis: Christian Bruhn[9]
- Beste Musik im Film: Martina Eisenreich und Michael Kadelbach für Eine Billion Dollar[10]
- Beste Musik im Kinderfilm: Amaury Laurent Bernier für Mein Totemtier Und Ich[11]

2023
- Ehrenpreis International: Anne Dudley
- Ehrenpreis National: Reinhold Heil
- Beste Musik im Film: Peter Hinderthür  für Meinen Hass bekommt ihr nicht
- Nachwuchspreis: Chrisna Lungala und Hannes Ohde
- Beste Musik im Kinderfilm: Freya Arde für Das fliegende Klassenzimmer

2022
- Ehrenpreis International: Hildur Guðnadóttir[13]
- Ehrenpreis National: Volker Bertelmann
- Beste Musik im Film: Niki Reiser für Der Räuber Hotzenplotz[14]
- Nachwuchspreis: Marta Kowalczuk und Pelle Parr
- Beste Musik im besonderen Kinderfilm: Johannes Repka, Peter Plate und Ulf Leo Sommer für Träume sind wie wilde Tiger

2021
- Keine Preisträger benannt; Jeff Beal würdigt Vertreter der Deutschen Filmkomponistenunion (DEFKOM) und des Composers Club stellvertretend für alle deutschen Filmkomponisten.

2020
- Keine Preisträger benannt, Sonderkonzert mit Renzo Vitale im Live Stream.

2019
- Beste Musik im Film: David Reichelt für 8 Tage[15]
- Beste Musik im Kurzfilm: Marius Kirsten für Paris you got me
- Beste Musik im Animationsfilm: Frank Schreiber, Steffen Wick und Simon Detel für Manou – flieg’ flink!
- Beste Nachwuchskomponistin: Anna Kühlein
- Bester Song im Film: Michael Beckmann, Thomas Stöwer, Anja Krabbe und Tamara Olorga für Komm zurück aus Schneewittchen und der Zauber der Zwerge
- International Award: John Ottman
- Ehrenpreis: Enjott Schneider[16]

2018
- Beste Musik im Film:
  - Martina Eisenreich für Tatort: Waldlust
  - Ralf Wienrich für Spreewaldkrimi: Zwischen Tod und Leben
- Beste Musik im Kurzfilm: Dascha Dauenhauer für Love Me, Fear Me
- Nachwuchspreis: Dascha Dauenhauer
- Bester Song im Film: Mario Schneider für Räuber und Gangster aus Die Pfefferkörner und der Fluch des schwarzen Königs (siehe Die Pfefferkörner)[17][18]
- Ehrenpreis: Peter M. Gotthardt[19]
- Ehrenpreis international: Rachel Portman

2017
- Beste Musik im Film: Oliver Biehler für die Musik zum Film Das kalte Herz (2016)
- Bester Song im Film: Caroline Adler und David Reichelt für den Song One Single Rose aus König Laurin
- Beste Musik im Kurzfilm: Nicolai Krepart für die Musik zum Kurzfilm Ein Ausnahmezustand
- International: Trevor Jones
- Nachwuchspreis: Simon Rummel
- Ehrenpreis: Harold Faltermeyer

2016
- Beste Musik im Film: Lorenz Dangel für die Musik zum Film Ich und Kaminski.
- Bester Song im Film: Timo Pierre Rositzki aka Cellar Kid für den Song Alive aus Boy 7
- Beste Musik im Kurzfilm: Jan Willem de With für die Musik zum Kurzfilm Little Infinity
- International: Stephen Warbeck
- Nachwuchspreis: Franziska Henke
- Ehrenpreis: Klaus Doldinger[20]

2015
- Beste Musik im Film: Olaf Taranczewski & Frank Zerban für die Musik zum Kurzfilm Dissonance.
- Bester Song im Film: Loy Wesselburg aka Father and Sun für den Song Here in the Rain aus Lügen und andere Wahrheiten
- International: Jeff Beal
- Nachwuchspreis: Leonard Petersen
- Ehrenpreis: Bernd Wefelmeyer[21]

2014
- Beste Musik im Film: Dieter Schleip für die Musik von Seegrund. Ein Kluftinger Krimi
- Bester Song im Film: John Gürtler für den Song What Love is aus Antons Fest
- Nachwuchspreis: Verena Marisa Schmidt
- Ehrenpreis: Martin Böttcher[22][23]